# Stazione di Ambria-Fonte Bracca
La stazione di Ambria-Fonte Bracca sera una stazione ferroviaria della linea della Val Brembana, a servizio di Ambria, frazione di Zogno e dello stabilimento termale della Bracca che diedero il nome all'impianto.

## Storia
L'impianto fu aperto al servizio pubblico il 1º luglio 1906, assieme al tronco Bergamo-San Pellegrino Terme. Il capolinea della ferrovia della Val Brembana fu poi prolungato a San Giovanni Bianco, il 15 ottobre dello stesso anno, e, il 31 luglio 1926, a Piazza Brembana.
La stazione inizialmente ebbe la sola denominazione di Ambria. Nel corso del 1915 fu aggiunta l'indicazione di Fonte Bracca
Il servizio viaggiatori fu soppresso il 17 marzo 1966 insieme a quello dell'intera linea ferroviaria.

## Strutture e impianti

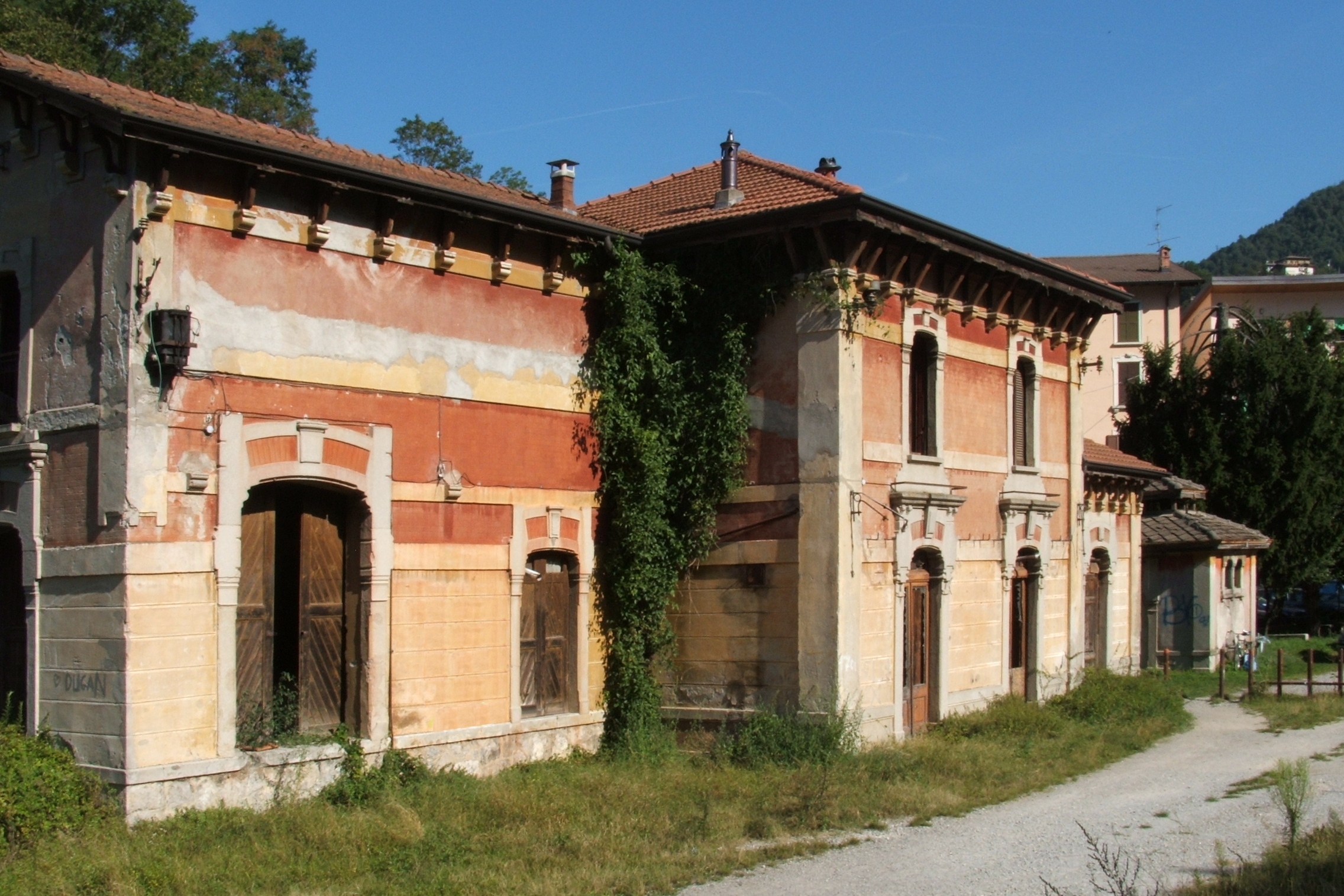
Il fabbricato viaggiatori nel 2008

Il fabbricato viaggiatori si presentava nello stesso stile di altri stazioni della ferrovia, come Brembilla, Ponteranica-Sorisole, Villa d'Almè e Zogno: era una costruzione in muratura, a due livelli fuori terra su pianta rettangolare, affiancata da un'ala a un singolo livello, posta sul lato San Pellegrino. Esternamente era ornato da elementi liberty
Il piazzale era composto dal binario di corretto tracciato della linea ferroviaria e da un binario di raddoppio. Erano presenti due binari tronchi di cui uno a servizio dello stabilimento delle acque termali, mentre l'altro si trovava nei pressi dello scalo merci. Quest'ultimo era composto da un magazzino, che come tutte le strutture analoghe della linea ferroviaria era addossato al fabbricato viaggiatori, e da un piano caricatore.
In direzione di San Pellegrino era presente anche la ritirata.

## Movimento
L'impianto era servito dai treni omnibus e accelerati Bergamo-San Giovanni Bianco fino al 1926, quando, a seguito dell'apertura della prolungamento verso Piazza Brembana, furono prolungati fino al nuovo capolinea.
La stazione era punto di carico delle bevande delle Terme della Bracca. Lo stabilimento era dotato di un binario di raccordo, ma il servizio di carico veniva svolto direttamente in stazione per la sua vicinanza. Il magazzino era altresì utilizzato per stoccare il materiale di calamina estratto dalla vicina Arera.